# Grale
Pour les articles homonymes, voir Grale (homonymie).
Grale (prononciation : [ˈɡralɛ]) est un village polonais de la gmina de Kadzidło dans le powiat d'Ostrołęka de la voïvodie de Mazovie dans le centre-est de la Pologne.
Il se situe à environ 10 kilomètres à l'est de Kadzidło (siège de la gmina), 19 kilomètres au nord d'Ostrołęka (siège du powiat) et à 121 kilomètres au nord de Varsovie (capitale de la Pologne).

## Histoire
De 1975 à 1998, le village appartenait administrativement à la voïvodie d'Ostrołęka.